# Cetatea dacică de la Drajna de Sus
Este o fortificație dacică situată pe teritoriul României.